# أفان (باد كاليه)
أفان (بالفرنسية: Avesnes)‏ هي بلدية فرنسية تقع في إقليم باد كاليه من منطقة نور با دو كاليه في شمال فرنسا. تبلغ مساحة هذه المدينة 3 (كم²)، وترتفع عن سطح البحر 141 م، يبلغ عدد سكانها 33 نسمة حسب إحصاء المعهد الوطني للإحصاء والدراسات الاقتصادية سنة 2009 م. وترأس Guy Randoux البلدية خلال فترة (2008-2014).